# Terramara di Pilastri
La terramara di Pilastri è un sito archeologico dell'età del Bronzo situato a Pilastri di Bondeno. Denominato “I Verri”, è caratterizzato da una frequentazione riconducibile ad un abitato terramaricolo, esteso su oltre un ettaro e contraddistinto da un fossato perimetrale di cui sono state riconosciute tracce grazie a prospezioni geomagnetiche realizzate dal Dr.Sandro Veronese (1994) e alle verifiche attualmente in corso. Nel 2014 è stata siglata una convenzione triennale tra la Soprintendenza per i Beni Archeologici dell'Emilia-Romagna e il Comune di Bondeno per l'indagine e la valorizzazione del sito, da realizzarsi in collaborazione con associazioni locali e una équipe interdisciplinare di studiosi delle Università di Padova e di Ferrara.

## L'Età del Bronzo nel territorio di Bondeno
I primi rinvenimenti relativi all'età del Bronzo nel territorio comunale ebbero luogo negli anni cinquanta del secolo scorso, in località Fornace Grandi presso Bondeno, dove, a una profondità imprecisata, venne fortuitamente in luce un piccolo nucleo di reperti insieme a tracce consistenti di una precedente frequentazione dell'area nel Neolitico.
Più significativo il ritrovamento, avvenuto negli stessi anni, presso S. Maddalena dei Mosti, una località dove sono note frequentazioni (a carattere funerario) della prima età del Ferro (riferibili alla cosiddetta “cultura villanoviana”). Una vasta area con tracce di frequentazione relative a un abitato dell'età del Bronzo è emersa alla profondità di circa tre metri dal piano di calpestio.
Al 1979 si data, infine, l'identificazione del sito del fondo Verri di Pilastri, grazie alla preziosa segnalazione effettuata da Gianfranco Po, un appassionato locale, cui seguirono ricognizioni di superficie (a opera di Mauro Calzolari, Paola Desantis e dei primi volontari del Gruppo Archeologico di Bondeno) e poi, dal 1989, le prime indagini archeologiche estensive coordinate sul campo dall'archeologa Paola Desantis della Soprintendenza e culminate con la mostra archeologica del 1995: è stato così possibile documentare una frequentazione conservatasi, in alcuni tratti, fino a un metro di spessore. Tale caratteristica, assieme al chiaro interesse dei materiali rinvenuti e alla sua notevole estensione topografica, lo rende uno dei siti più importanti dell'intera provincia nonché l'unico, in questo territorio, oggetto di regolari campagne di scavo.
In seguito al terremoto dell'Emilia del maggio del 2012 l'attenzione è tornata a concentrarsi sul sito per via della realizzazione, in prossimità dello stesso, di un nuovo plesso scolastico post-sismico. Su iniziativa della Soprintendenza e in collaborazione con il comune di Bondeno l'area dei Verri è stata inserita in un progetto di valorizzazione denominato Memoria & Terremoto (con la direzione scientifica di Valentino Nizzo della Soprintendenza), grazie al quale, nell'ottobre del 2013 è ripresa l'indagine archeologica e, l'anno successivo, è stata stipulata una convenzione triennale volta a incentivarne lo scavo e la valorizzazione.
Una significativa parte dei materiali provenienti dai siti citati e da numerosi altri del bondenese è visitabile presso il Museo Civico Archeologico “G. Ferraresi” di Stellata di Bondeno.